# أيوب جولال
أيوب جولال مواليد 1 يونيو 1998 في المغرب، هو مهاجم مغربي يلعب لنادي الرجاء الرياضي.